# Anne Truitt
Anne Dean Truitt (* 16. März 1921 in Baltimore; † 23. Dezember 2004 in Washington, D.C.) war eine US-amerikanische Bildhauerin, die neben Künstlern wie Morris Louis und Kenneth Noland sowohl mit Minimalismus als auch mit Colourfield Painting verbunden wird.

## Leben
Truitt absolvierte ein Psychologie-Studium am Bryn Mawr College, das sie im Jahr 1943 abschloss. 1947 heiratete sie den Journalisten James Truitt († 1981), mit dem sie drei Kinder hatte. Das Paar war mit John F. Kennedy befreundet sowie mit der Malerin Mary Pinchot Meyer, die 1962/63 dessen Geliebte war. 1971 wurde die Ehe geschieden.
1948 begann Anne Truitt ein künstlerisches Studium am Institute of Contemporary Art in Washington und studierte Bildhauerei bei Alexander Giampietro, wo sie sich mit Kenneth Noland, ebenfalls dort Student, anfreundete.
Ihren wichtigsten Werkabschnitt schuf sie in den frühen 1960er Jahren und gehörte neben Donald Judd und Ellsworth Kelly zu den wichtigsten Vertretern der US-amerikanischen Minimalisten-Szene.
Ihre erste Solo-Ausstellung wurde im Jahr 1963 in der André Emmerich Gallery, einer der einflussreichsten Galerien für zeitgenössische Kunst in New York, gezeigt. 1964 nahm sie an den beiden richtungsweisenden Ausstellungen „Black, White and Gray“ des Wadsworth Atheneums und 1966, als eine von nur drei Frauen neben Judy Chicago und Tina Spiro, an „Primary Structures“ im Jüdischen Museum in New York, teil. In Washington wurden ihre Arbeiten von der Pyramid Gallery und später von der Osuna Gallery vertreten.
Für viele Jahre war Anne Truitt als Professorin der University of Maryland und der Künstlerkolonie Yaddo, deren Präsidentin sie 1984 war, verbunden.
Anne Truitt wurde auch für die Veröffentlichung ihrer „Tagebücher“ bekannt. 1982 erschien Daybook: The Journal of an Artist, 1986 Turn: The Journal of an Artist sowie 1996 Prospect: The Journal of an Artist. Im Jahr 2022 wird Yield: The Journal of an Artist von ihrer Tochter Alexandra Truitt bei der Yale University Press veröffentlicht, welches "Tagebücher" aus den Jahren 2001 bis 2002 umfasst. In Yield kommt Truitts unerschütterliche Ehrlichkeit zum Ausdruck, wenn sie über ihren Platz in der Welt nachdenkt und sich mit den intellektuellen, praktischen, emotionalen und spirituellen Problemen auseinandersetzt, mit denen eine Künstlerin konfrontiert ist, wenn sie ihre Kunst mit ihrem Leben in Einklang bringt.
Eine ihrer drei Töchter war mit dem Kunstkritiker Charlie Finch verheiratet. Der Nachlass von Anne Truitt wird von der Matthew Marks Gallery in New York verwaltet.

## Sammlungen und Auszeichnungen
- 1970 Guggenheim Fellowship
- 1971, 1977 National Endowment for the Arts
- Baltimore Museum of Art, Baltimore
- Corcoran Gallery of Art, Washington, D.C.
- Hirshhorn Museum and Sculpture Garden, Washington, D.C.
- National Gallery of Art, Washington, D.C.[5]
- National Museum of Women in the Arts, Washington, DC[6]
- Smithsonian American Art Museum, Washington, D.C.[7]
- Metropolitan Museum of Art, New York[8]
- Museum of Modern Art, New York[9]
- Whitney Museum of American Art, New York[10]
- Dia Beacon, Beacon, New York[11]